# Manfred Möller
Manfred Möller (* 4. November 1939 in Speyer; † 1. Oktober 2022) war ein deutscher Biochemiker, Forensischer Toxikologe und Hochschullehrer an der Universität des Saarlandes.

## Werdegang
Nach seinem Abitur in Speyer 1958 begann Möller in Graz an der dortigen Universität ein Studium der Chemie und Biochemie, das er an der Universität von Paris fortsetzte und 1965 an der Universität des Saarlandes als Diplom-Chemiker abschloss. Seine Dissertation „Mikrosomale Entalkylierungen von Aminen und Aminoxiden“, begutachtet durch Hans-Joachim Bielig, reichte er 1972 dort ein. Zunächst arbeitete Möller als wissenschaftlicher Angestellter am Institut für Rechtsmedizin der Universität in Homburg, ab 1974 als Akademischer Rat und nach Beförderungen ab 1984 als Akademischer Direktor. Die Universität des Saarlandes erteilte Möller 1977 die Lehrbefugnis für Forensische Toxikologie. Für die Habilitation befasste er sich mit Arzneimitteln in Blutproben. Es folgte die Ernennung zum außerplanmäßigen Professor.
Möller war Mitglied nationaler und internationaler Fachgesellschaften.

## Fachliche Hauptinteressen
Hauptinteressengebiete Möllers waren der Nachweis von Medikamenten, Drogen und Alkohol in Blutproben und anderem biologischen Material, Statistiken über Drogen- und Alkoholmissbrauch durch Verkehrsteilnehmer sowie Schulungen und Schulungsmaterial für Polizeibeamte zur Erkennung von Drogeneinfluss.

## Ehrungen
- Richard-Kockel-Medaille der Gesellschaft für Gerichtliche Medizin der Deutschen Demokratischen Republik, 1989
- Konrad-Händel-Preis der Deutschen Gesellschaft für Rechtsmedizin, 1999
- Saarländischer Verdienstorden[2], 2001
- Senator-Lothar-Danner-Medaille des Bundes gegen Alkohol und Drogen im Straßenverkehr, 2001
- Jean-Servais-Stas-Medaille der Gesellschaft für Toxikologische und Forensische Chemie
- Goslar-Medaille der Deutschen Akademie für Verkehrswissenschaften, 2006[3]